# Nahuel Bustos
Nahuel Lautaro Bustos (Córdoba, 4 luglio 1998) è un calciatore argentino, attaccante del Talleres (C).

## Caratteristiche tecniche
È un centravanti che all'occorrenza può giocare anche come ala destra. Dotato di un buon dribbling e una capacità di finalizzazione eccellente, è considerati uno dei migliori prospetti del calcio argentino.

## Carriera

### Club
Cresciuto nelle giovanili del Talleres (C), ha esordito il 18 giugno 2016 in occasione del match pareggiato 1-1 contro il Chacarita Juniors. Nel mercato estivo del 2020 viene acquistato dal Manchester City, che lo gira subito in prestito al Girona.
Il 29 luglio 2021 il prestito viene rinnovato per un'altra stagione.

### Nazionale
Ha giocato nella nazionale argentina Under-23.

## Statistiche

### Presenze e reti nei club
Statistiche aggiornate all'11 marzo 2025.
| Stagione            | Squadra             | Campionato          | Campionato | Campionato | Coppe nazionali | Coppe nazionali | Coppe nazionali | Coppe continentali | Coppe continentali | Coppe continentali | Altre coppe | Altre coppe | Altre coppe | Totale | Totale | Totale |
| Stagione            | Squadra             | Comp                | Pres       | Reti       | Comp            | Pres            | Reti            | Comp               | Pres               | Reti               | Comp        | Pres        | Reti        | Pres   | Reti   |        |
| ------------------- | ------------------- | ------------------- | ---------- | ---------- | --------------- | --------------- | --------------- | ------------------ | ------------------ | ------------------ | ----------- | ----------- | ----------- | ------ | ------ | ------ |
| 2012-2013           | Argentino Peñarol   | TAC                 | 1          | 1          | -               | -               | -               | -                  | -                  | -                  | -           | -           | -           | 1      | 1      |        |
| 2016                | Talleres (C)        | BN                  | 1          | 0          | CA              | 0               | 0               | -                  | -                  | -                  | -           | -           | -           | 1      | 0      |        |
| 2016-2017           | Talleres (C)        | PD                  | 4          | 0          | CA              | 0               | 0               | -                  | -                  | -                  | -           | -           | -           | 4      | 0      |        |
| 2017-gen. 2018      | Talleres (C)        | PD                  | 0          | 0          | CA              | 0               | 0               | -                  | -                  | -                  | -           | -           | -           | 0      | 0      |        |
| gen.-giu. 2019      | Pachuca             | LMX                 | 4          | 0          | CMX             | 4               | 1               | -                  | -                  | -                  | -           | -           | -           | 8      | 1      |        |
| 2018-2019           | Talleres (C)        | PD                  | 11         | 5          | CA+CdS          | 2+0             | 0               | CL                 | -                  | -                  | -           | -           | -           | 13     | 5      |        |
| 2019-2020           | Talleres (C)        | PD                  | 20         | 9          | CA+CdS          | 0+1             | 0+1             | -                  | -                  | -                  | -           | -           | -           | 21     | 10     |        |
| 2020-2021           | Girona              | SD                  | 30+3       | 2          | CR              | 4               | 2               | -                  | -                  | -                  | -           | -           | -           | 37     | 4      |        |
| 2021-2022           | Girona              | SD                  | 38+4       | 11         | CR              | 3               | 0               | -                  | -                  | -                  | -           | -           | -           | 45     | 11     |        |
| Totale Girona       | Totale Girona       | Totale Girona       | 68+7       | 13         |                 | 7               | 2               |                    | -                  | -                  |             | -           | -           | 82     | 15     |        |
| ago.-dic. 2022      | San Paolo           | A1/SP+A             | 0+9        | 0+1        | CB              | 0               | 0               | CS                 | 0                  | 0                  | -           | -           | -           | 9      | 1      |        |
| 2023                | Talleres (C)        | PD                  | 21         | 7          | CA+CdL          | 4+12            | 1+3             | -                  | -                  | -                  | -           | -           | -           | 37     | 11     |        |
| gen.-lug. 2024      | Talleres (C)        | PD                  | 1          | 0          | CA+CdL          | 1+12            | 1+1             | CL                 | 5                  | 0                  | -           | -           | -           | 19     | 2      |        |
| ago.-dic. 2024      | San Lorenzo         | PD                  | 18         | 1          | CA+CdL          | 1+0             | 0               | CL                 | 2                  | 0                  | -           | -           | -           | 21     | 1      |        |
| 2025                | Talleres (C)        | PD                  | 7          | 0          | CA              | 1               | 0               | CL                 | 0                  | 0                  | SI          | 1           | 0           | 9      | 0      |        |
| Totale Talleres (C) | Totale Talleres (C) | Totale Talleres (C) | 65         | 21         |                 | 33              | 7               |                    | 5                  | 0                  |             | 1           | 0           | 104    | 28     |        |
| Totale carriera     | Totale carriera     | Totale carriera     | 172        | 37         |                 | 45              | 10              |                    | 7                  | 0                  |             | 1           | 0           | 225    | 47     |        |

## Palmarès

### Club

#### Competizioni nazionali
- Supercopa Internacional: 1

Talleres: 2023